# Еволюційна екологія
Еволюці́йна еколо́гія — розділ екології, який досліджує еволюцію видів у зв'язку з факторами зовнішнього середовища і еволюцію біоценозів та екосистем. За сучасними уявленнями, еволюція життя на нашій планеті стала «абсолютно унікальним явищем» (Одум, 1975), яке створило сучасну нам біосферу. Ця еволюція була не тільки залежною від зовнішніх факторів, а й докорінно змінювала їх. Уже це означає, що еволюціонували не тільки види, але й екосистеми. Провідним двигуном їх еволюції була еволюція видів (Дажо, 1975). При цьому в сучасних складних екосистемах є комплекси видів (особливо домінуючих), в геномах яких укладена і ценотична інформація:
1. інтенсивність розмноження, забезпечує необхідну чисельність популяцій для певного типу ценоекосистем;
2. трофічні зв'язки, особливо монофагів і олігофагів, адаптування сапротрофів до мортмаси певних видів або груп видів, ряду екоморф (епіфітів, умброфітов, нітрофітів тощо) до певного біоценотичного середовища; пов'язані з цим морфологічні та фізіолого-біохімічні особливості видів;
3. продукування рослинами і тваринами біолінів певної біохімічної якості, за допомогою ценотичного середовища певним чином діють на популяції інших видів (алелопатія); вплив рослин вибірковим вилученням ряду речовин з ґрунтів (алелосполія.

Еволюційна екологія здійснює синтез практично всіх природничих наук — біології (в широкому розумінні), екології, еволюційного вчення, математики, фізики, хімії, палеонтології.